# Vila Chã do Marão
Vila Chã do Marão is een plaats (freguesia) in de Portugese gemeente Amarante en telt 1078 inwoners (2001).
Tot 13 mei 1999 heette het dorp officieel Vila Chão do Marão.